# يوركشاير والهمبر
يوركشاير وهمبر (بالإنجليزية: Yorkshire and the Humber)، هي إحدى المناطق الإنجليزية التسعة الرسمية من المستوى الأول لأغراض إحصائية. ويغطي الإقليم معظم منطقة يوركشاير التاريخية، بالإضافة إلى جزء من شمال لينكولنشاير، التي كانت في الفترة ما بين عام 1974 حتى 1996 جزءاً من منطقة شاير في همبرسايد. في 2011 وصل عدد سكان الإقليم إلى 5,284,000 نسمة.

## المناخ
بيانات المناخ في مدن الإقليم:
| البيانات المناخية لـ{{{location}}} | البيانات المناخية لـ{{{location}}} | البيانات المناخية لـ{{{location}}} | البيانات المناخية لـ{{{location}}} | البيانات المناخية لـ{{{location}}} | البيانات المناخية لـ{{{location}}} | البيانات المناخية لـ{{{location}}} | البيانات المناخية لـ{{{location}}} | البيانات المناخية لـ{{{location}}} | البيانات المناخية لـ{{{location}}} | البيانات المناخية لـ{{{location}}} | البيانات المناخية لـ{{{location}}} | البيانات المناخية لـ{{{location}}} | البيانات المناخية لـ{{{location}}} |
| الشهر                              | يناير                              | فبراير                             | مارس                               | أبريل                              | مايو                               | يونيو                              | يوليو                              | أغسطس                              | سبتمبر                             | أكتوبر                             | نوفمبر                             | ديسمبر                             | المعدل السنوي                      |
| ---------------------------------- | ---------------------------------- | ---------------------------------- | ---------------------------------- | ---------------------------------- | ---------------------------------- | ---------------------------------- | ---------------------------------- | ---------------------------------- | ---------------------------------- | ---------------------------------- | ---------------------------------- | ---------------------------------- | ---------------------------------- |
| متوسط درجة الحرارة الكبرى °م (°ف)  | 6.9 (44.4)                         | 7.3 (45.1)                         | 9.5 (49.1)                         | 11.4 (52.5)                        | 14.6 (58.3)                        | 17.7 (63.9)                        | 20.1 (68.2)                        | 20.2 (68.4)                        | 17.7 (63.9)                        | 14.0 (57.2)                        | 9.9 (49.8)                         | 7.8 (46.0)                         | 13.1 (55.6)                        |
| متوسط درجة الحرارة الصغرى °م (°ف)  | 1.6 (34.9)                         | 1.7 (35.1)                         | 3.1 (37.6)                         | 4.6 (40.3)                         | 6.9 (44.4)                         | 9.7 (49.5)                         | 12.2 (54.0)                        | 12.2 (54.0)                        | 10.4 (50.7)                        | 7.4 (45.3)                         | 4.1 (39.4)                         | 2.4 (36.3)                         | 6.4 (43.5)                         |
| الهطول مم (إنش)                    | 50.7 (2.00)                        | 38.3 (1.51)                        | 45.6 (1.80)                        | 42.4 (1.67)                        | 43.5 (1.71)                        | 50 (2.0)                           | 38.4 (1.51)                        | 48.7 (1.92)                        | 52.1 (2.05)                        | 46.5 (1.83)                        | 57.2 (2.25)                        | 52.0 (2.05)                        | 565.4 (22.26)                      |
| [بحاجة لمصدر]                      |                                    |                                    |                                    |                                    |                                    |                                    |                                    |                                    |                                    |                                    |                                    |                                    |                                    |

| البيانات المناخية لـ{{{location}}} | البيانات المناخية لـ{{{location}}} | البيانات المناخية لـ{{{location}}} | البيانات المناخية لـ{{{location}}} | البيانات المناخية لـ{{{location}}} | البيانات المناخية لـ{{{location}}} | البيانات المناخية لـ{{{location}}} | البيانات المناخية لـ{{{location}}} | البيانات المناخية لـ{{{location}}} | البيانات المناخية لـ{{{location}}} | البيانات المناخية لـ{{{location}}} | البيانات المناخية لـ{{{location}}} | البيانات المناخية لـ{{{location}}} | البيانات المناخية لـ{{{location}}} |
| الشهر                              | يناير                              | فبراير                             | مارس                               | أبريل                              | مايو                               | يونيو                              | يوليو                              | أغسطس                              | سبتمبر                             | أكتوبر                             | نوفمبر                             | ديسمبر                             | المعدل السنوي                      |
| ---------------------------------- | ---------------------------------- | ---------------------------------- | ---------------------------------- | ---------------------------------- | ---------------------------------- | ---------------------------------- | ---------------------------------- | ---------------------------------- | ---------------------------------- | ---------------------------------- | ---------------------------------- | ---------------------------------- | ---------------------------------- |
| متوسط درجة الحرارة الكبرى °م (°ف)  | 5.8 (42.4)                         | 5.9 (42.6)                         | 8.7 (47.7)                         | 11.3 (52.3)                        | 15.0 (59.0)                        | 18.2 (64.8)                        | 19.9 (67.8)                        | 19.9 (67.8)                        | 17.3 (63.1)                        | 13.4 (56.1)                        | 8.8 (47.8)                         | 6.7 (44.1)                         | 12.6 (54.6)                        |
| متوسط درجة الحرارة الصغرى °م (°ف)  | 0.3 (32.5)                         | 0.2 (32.4)                         | 1.6 (34.9)                         | 3.1 (37.6)                         | 5.5 (41.9)                         | 8.5 (47.3)                         | 10.4 (50.7)                        | 10.5 (50.9)                        | 8.7 (47.7)                         | 6.3 (43.3)                         | 2.9 (37.2)                         | 1.2 (34.2)                         | 4.9 (40.9)                         |
| معدل هطول الأمطار مم (إنش)         | 61 (2.4)                           | 45 (1.8)                           | 52 (2.0)                           | 48 (1.9)                           | 54 (2.1)                           | 54 (2.1)                           | 51 (2.0)                           | 65 (2.6)                           | 57 (2.2)                           | 55 (2.2)                           | 57 (2.2)                           | 61 (2.4)                           | 660 (25.9)                         |
| [بحاجة لمصدر]                      |                                    |                                    |                                    |                                    |                                    |                                    |                                    |                                    |                                    |                                    |                                    |                                    |                                    |

| البيانات المناخية لـ{{{location}}} | البيانات المناخية لـ{{{location}}} | البيانات المناخية لـ{{{location}}} | البيانات المناخية لـ{{{location}}} | البيانات المناخية لـ{{{location}}} | البيانات المناخية لـ{{{location}}} | البيانات المناخية لـ{{{location}}} | البيانات المناخية لـ{{{location}}} | البيانات المناخية لـ{{{location}}} | البيانات المناخية لـ{{{location}}} | البيانات المناخية لـ{{{location}}} | البيانات المناخية لـ{{{location}}} | البيانات المناخية لـ{{{location}}} | البيانات المناخية لـ{{{location}}} |
| الشهر                              | يناير                              | فبراير                             | مارس                               | أبريل                              | مايو                               | يونيو                              | يوليو                              | أغسطس                              | سبتمبر                             | أكتوبر                             | نوفمبر                             | ديسمبر                             | المعدل السنوي                      |
| ---------------------------------- | ---------------------------------- | ---------------------------------- | ---------------------------------- | ---------------------------------- | ---------------------------------- | ---------------------------------- | ---------------------------------- | ---------------------------------- | ---------------------------------- | ---------------------------------- | ---------------------------------- | ---------------------------------- | ---------------------------------- |
| متوسط درجة الحرارة الكبرى °م (°ف)  | 6.4 (43.5)                         | 6.7 (44.1)                         | 9.3 (48.7)                         | 11.8 (53.2)                        | 15.7 (60.3)                        | 18.3 (64.9)                        | 20.8 (69.4)                        | 20.6 (69.1)                        | 17.3 (63.1)                        | 13.3 (55.9)                        | 9.2 (48.6)                         | 7.2 (45.0)                         | 13.1 (55.6)                        |
| متوسط درجة الحرارة الصغرى °م (°ف)  | 1.6 (34.9)                         | 1.6 (34.9)                         | 3.1 (37.6)                         | 4.4 (39.9)                         | 7.0 (44.6)                         | 10.0 (50.0)                        | 12.4 (54.3)                        | 12.1 (53.8)                        | 10.0 (50.0)                        | 7.2 (45.0)                         | 4.2 (39.6)                         | 2.6 (36.7)                         | 6.4 (43.5)                         |
| الهطول مم (إنش)                    | 86.5 (3.41)                        | 63.4 (2.50)                        | 67.9 (2.67)                        | 62.5 (2.46)                        | 55.5 (2.19)                        | 66.7 (2.63)                        | 51.0 (2.01)                        | 63.5 (2.50)                        | 64.3 (2.53)                        | 73.9 (2.91)                        | 77.7 (3.06)                        | 91.9 (3.62)                        | 824.7 (32.47)                      |
| [بحاجة لمصدر]                      |                                    |                                    |                                    |                                    |                                    |                                    |                                    |                                    |                                    |                                    |                                    |                                    |                                    |

| البيانات المناخية لـ{{{location}}} | البيانات المناخية لـ{{{location}}} | البيانات المناخية لـ{{{location}}} | البيانات المناخية لـ{{{location}}} | البيانات المناخية لـ{{{location}}} | البيانات المناخية لـ{{{location}}} | البيانات المناخية لـ{{{location}}} | البيانات المناخية لـ{{{location}}} | البيانات المناخية لـ{{{location}}} | البيانات المناخية لـ{{{location}}} | البيانات المناخية لـ{{{location}}} | البيانات المناخية لـ{{{location}}} | البيانات المناخية لـ{{{location}}} | البيانات المناخية لـ{{{location}}} |
| الشهر                              | يناير                              | فبراير                             | مارس                               | أبريل                              | مايو                               | يونيو                              | يوليو                              | أغسطس                              | سبتمبر                             | أكتوبر                             | نوفمبر                             | ديسمبر                             | المعدل السنوي                      |
| ---------------------------------- | ---------------------------------- | ---------------------------------- | ---------------------------------- | ---------------------------------- | ---------------------------------- | ---------------------------------- | ---------------------------------- | ---------------------------------- | ---------------------------------- | ---------------------------------- | ---------------------------------- | ---------------------------------- | ---------------------------------- |
| متوسط درجة الحرارة الكبرى °م (°ف)  | 6 (43)                             | 7 (45)                             | 10 (50)                            | 13 (55)                            | 16 (61)                            | 19 (66)                            | 21 (70)                            | 21 (70)                            | 18 (64)                            | 14 (57)                            | 10 (50)                            | 7 (45)                             | 14 (56)                            |
| متوسط درجة الحرارة الصغرى °م (°ف)  | 1 (34)                             | 1 (34)                             | 2 (36)                             | 4 (39)                             | 7 (45)                             | 10 (50)                            | 12 (54)                            | 12 (54)                            | 10 (50)                            | 7 (45)                             | 4 (39)                             | 2 (36)                             | 6 (43)                             |
| الهطول مم (إنش)                    | 59 (2.3)                           | 46 (1.8)                           | 37 (1.5)                           | 41 (1.6)                           | 50 (2.0)                           | 50 (2.0)                           | 62 (2.4)                           | 68 (2.7)                           | 55 (2.2)                           | 56 (2.2)                           | 65 (2.6)                           | 50 (2.0)                           | 639 (25.3)                         |
| المصدر: BBC Weather                |                                    |                                    |                                    |                                    |                                    |                                    |                                    |                                    |                                    |                                    |                                    |                                    |                                    |

## الحكومة المحلية
يضم الاقليم رسمياً التقسيمات التالية:
| خريطة                    | مقاطعة احتفالية                  | المقاطعة/ unitary                                                                    | Districts                                     |
| ------------------------ | -------------------------------- | ------------------------------------------------------------------------------------ | --------------------------------------------- |
|                          | 1. جنوب يوركشاير *               | 1. جنوب يوركشاير *                                                                   | a) شفيلد، b) روترهام، c) بارنسلي، d) دونكاستر |
| 2. غرب يوركشاير *        | 2. غرب يوركشاير *                | a) ويكفيلد، b) كيرلس، c) كالدردال، d) برادفورد، e) ليدز                              |                                               |
| شمال يوركشاير (جزء فقط)  | 3. شمال يوركشاير †               | a) سلبي، b) هاروگيت,، c) كراڤن، d) ريتشموندشاير، e) هامبلتون، f) ريدال، g) سكاربوروف |                                               |
| شمال يوركشاير (جزء فقط)  | 4. يورك U.A.                     |                                                                                      |                                               |
| إيست رايدينج أوف يوركشير | 5. East Riding of Yorkshire U.A. | 5. East Riding of Yorkshire U.A.                                                     |                                               |
| إيست رايدينج أوف يوركشير | 6. كينگستون أپون هول U.A.        |                                                                                      |                                               |
| ليكولنشاير (جزء فقط)     | 7. شمال لينكولنشاير U.A.         | 7. شمال لينكولنشاير U.A.                                                             |                                               |
| ليكولنشاير (جزء فقط)     | 8. شمال شرق ليكولنشاير U.A.      |                                                                                      |                                               |

المفتاح: †مقاطعة شاير | *مقاطعة كبرى

## المجلس المحلي

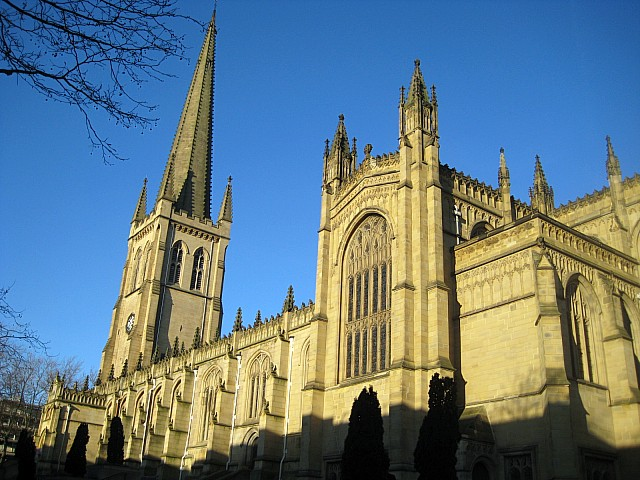
كاتدرائية ويكفيلد

## التركيب السكاني
| الإقليم/المقاطعة         | السكان    | الكثافة السكانية | أكبر مدينة/بلدة             | أكبر منطقة حضرية                        |
| ------------------------ | --------- | ---------------- | --------------------------- | --------------------------------------- |
| يوركشاير وهمبر           | 5,177,200 | 328/كم²          | ليدز (761,100)              | منطقة غرب يوركشاير الكبرى (1,499,465)   |
| غرب يوركشاير             | 2,118,600 | 1,004/كم²        | ليدز (761,100)              | منطقة غرب يوركشاير الكبرى (1,499,465)   |
| جنوب يوركشاير            | 1,292,900 | 833/كم²          | شفيلد (530,300)             | منطقة شفيلد الكبرى (640,720)            |
| إيست رايدينج أوف يوركشير | 587,100   | 137/كم²          | كينغستون أبون هال (257,000) | Kingston upon Hull Urban Area (301,416) |
| شمال يوركشاير            | 1,061,300 | 123/كم²          | مدينة يورك (193,300)        | منطقة يورك الكبرى (137,505)             |
| شمال لينكولنشاير         | 159,000   | 188/كم²          | Scunthorpe (72,660)         | Scunthorpe (72,660)                     |
| شمال شرق لينكولنشاير     | 158,900   | 828/كم²          | گريمسبي (87,574)            | گريمسبي/كليثورپس (138,842)              |

### الأقاليم الاحصائية في الاتحاد الأوروپي
| من المستوى 1               | الرمز | من المستوى 2                                  | الرمز | من المستوى 3             | الرمز |
| -------------------------- | ----- | --------------------------------------------- | ----- | ------------------------ | ----- |
| يوركشاير وهمبر             | UKE   | إيست رايدينج أوف يوركشير and North لنكولنشاير | UKE1  | كينغستون أبون هال        | UKE11 |
|                            |       | إيست رايدينج أوف يوركشير and North لنكولنشاير | UKE1  | إيست رايدينج أوف يوركشير | UKE12 |
| شمال وشمال شرق لينكولنشاير | UKE13 | إيست رايدينج أوف يوركشير and North لنكولنشاير | UKE1  |                          |       |
| شمال يوركشاير              | UKE2  | يورك                                          | UKE21 |                          |       |
| شمال يوركشاير              | UKE2  | شمال يوركشاير CC                              | UKE22 |                          |       |
| جنوب يوركشاير              | UKE3  | بارنسلي، دونكاستر وروثرهام                    | UKE31 |                          |       |
| جنوب يوركشاير              | UKE3  | شفيلد                                         | UKE32 |                          |       |
| غرب يوركشاير               | UKE4  | برادفورد                                      | UKE41 |                          |       |
| غرب يوركشاير               | UKE4  | ليدز                                          | UKE42 |                          |       |
| غرب يوركشاير               | UKE4  | Calderdale and كيركليس                        | UKE44 |                          |       |
| غرب يوركشاير               | UKE4  | ويكفيلد                                       | UKE45 |                          |       |

## أعلام
- روب مسيلنيا

## وصلات خارجية
- مكتب حكومة يوركشاير والهمبر
- Local Government Yorkshire and Humber
- Yorkshire Forward
- Yorkshire and Humber Faiths Forum
- Yorkshireeurope - Yorkshire and Humber working in Europe
- Yorkshire and Humber Assembly Information Pack
- The Northern Way
- Yorkshire Chemical Focus